# Mionski neutrino
Mionski neutrino (νμ) je jedan od tri vrste neutrina. Smatra se elementarnom česticom u skupini fermiona. Zajedno s mionom čini drugu generaciju leptona po kojem je i dobio pridjev "mionski". Nekoliko ljudi ga je teoretiziralo tijekom 40.-ih godina 20. stoljeća, a otkrili su ga 1962. Leon Lederman, Melvin Schwartz i Jack Steinberger. Za to otkriće su 1988. dobili Nobelovu nagradu. Antičestica mionskom neutrinu je mionski antineutrino (νμ).